# Simone Bianchetti
 Simone Bianchetti, né le 20 février 1968 à Cervia (dans la Province de Ravenne en Italie) et mort le 28 juin 2003 à Savona en Italie est un navigateur professionnel italien.

## Biographie
Fils de Pilade et de Maria, il est diplômé de l'institut naval de Cesenatico puis a obtenu le titre de capitaine au long cours au collège naval "Giorgio Cini" de Venise. Il a servi dans la marine italienne pendant deux ans, puis s'est consacré à la voile.
En 1994 il participe à sa première grande régate en solitaire, le BOC Challenge sur Town of Cervia en classe 2 (monocoques de 40 à 50 pieds). Il abandonne lors de la seconde étape dans l'océan Indien.
En 2001 il rachète Aquitaine Innovations en vue du prochain Vendée Globe. Il termine quatrième en classe IMOCA sous le nom Tiscali. Finalement il le revend à Patrick de Radiguès. Il se tourne alors vers le bateau de Catherine Chabaud l'ex Le Pingouin qu'il baptise Tiscali car il garde le même sponsor. Il participe à Around Alone qu'il termine à la troisième place. Coïncidence Patrick de Radiguès participe à la même compétition sur l'ancien bateau de Simone, mais a moins de chance et doit abandonner.
Le 28 juin 2003, il décède d'une rupture d'anévrisme alors qu'il se trouvait sur son bateau Tiscali dans le port de Savona.

## Palmarès
- 1994
  - Abandon dans le BOC Challenge sur Town of Cervia

- 1995
  - 10e de la Mini Transat sur Vismara Kidogo

- 1996
  - Transat anglaise
  - Transat Québec-Saint-Malo

- 1998
  - 26e au général de la Route du rhum sur Italia Telecom TNT

- 2000-2001
  - 12e du Vendée Globe sur Aquarelle

- 2001
  - 4e de la Fastnet Race en classe IMOCA sur Tiscali

- 2002-2003
  - 3e d'Around Alone  sur Tiscali

## Ouvrages
- (it) Simone Bianchetti, Poemetti furiosi di un navigatore, Florence, Olimpia, 2000
- (it) Simone Bianchetti et Fabio Pozzo, I colori dell'oceano, Milan, Longanesi & Cie, 2003, 212 p. (ISBN 9788830420885)

## L'héritage sportif
Les exploits de Simone Bianchetti ont laissé leur empreinte dans la culture italienne de la voile et de la navigation. De nombreux marins romagnols se sont lancés dans une carrière de navigateur ou de marin solitaire sur le sillon tracé par Bianchetti. Simone est responsable de l'importation en Italie du char à voile, sport populaire en Bretagne, terre aimée de Simone. Il n'est pas rare de voir en hiver, les jours de vent du nord-est, ses flotteurs à voile siffler sur la plage de Cervia emmenés par les marins qui ont fait le tour de Simone et qui honorent sa mémoire.